# Chalmazel-Jeansagnière
Bâgé-Dommartin é uma comuna francesa na região administrativa de Auvérnia-Ródano-Alpes, no departamento do Loire. Estende-se por uma área de 53,39 km². Em 2010 a comuna tinha 458 habitantes (densidade: 8,6 hab./km²).
A municipalidade foi estabelecida em 1 de janeiro de 2016 e consiste na fusão das antigas comunas de Chalmazel e Jeansagnière.